# GranDucato Parma Rugby
Amatori Parma Rugby es un histórico equipo de rugby italiano fundado en 1971.
Actualmente se encuentra en las divisiones de rugby italianas amateurs.

## Historia

### De Amatori al Gran Ducato
Gran Parma Rugby se fundó en 1999 tras la fusión de Amatori Parma Rugby (1971-1999) y Rugby Noceto .
De 1999 a 2002 compitieron en la Seria A2 y consiguieron el ascenso a la Serie A1. Terminaron octavos en su primera temporada en la máxima categoría, lo que les dio el derecho a unirse al recién formado Super 10 (ahora Top12 ). Hicieron su debut europeo en 2002-03 en laEuropean Shield .
GranDucato Parma Rugby se formó en junio de 2010 mediante la fusión de Gran Parma Rugby, Rugby Colorno y Rugby Viadana .   Con la formación de Aironi para jugar en la Liga Celta (actual United Rugby Championship), los mejores jugadores y el patrocinio de los tres clubes participantes se concentraron en este nuevo club único Aironi. Como resultado de Aironi, estos tres equipos decidieron fusionar sus equipos senior y Sub-20 para competir mejor en el Campeonato Nacional de Excelencia de la temporada 2010/2011. Los tres equipos continuaron existiendo por debajo del nivel Sub-20 de forma independiente con el objetivo de formar jugadores para GranDucato y, en última instancia, para Aironi Rugby y la selección nacional.
Aironi Rugby sufrió problemas económicos durante las dos temporadas en la Magners League, fue reemplazado por Zebre . Rugby Viadana se reformó como equipo profesional en el Campeonato Nacional de Excelencia.

### Vuelve a Amatori Parma
A partir de la temporada 2011/12 con el nombre original de Amatori Parma, participa con un equipo en el campeonato de la Serie B, además de contar con siete representantes juveniles desde Sub-6 hasta Sub-20. Asciende y en la siguiente temporada 2012/13 juega el campeonato de la Serie A2, pero llega undécimo y afronta el descenso a la Serie B. En la temporada 2014/15 los blucelesti alcanzan la salvación y conquistan el séptimo puesto de la clasificación.

### Copa Desafío de Europa
| Temporada                 | Partidos | Victorias | Empates | Derrotas | A favor | En contra |
| ------------------------- | -------- | --------- | ------- | -------- | ------- | --------- |
| 2001–02                   | 6        | 0         | 0       | 6        | 104     | 277       |
| (European Shield) 2002–03 | 2        | 1         | 0       | 1        | 41      | 46        |
| 2002–03                   | 2        | 0         | 0       | 2        | 22      | 97        |
| (European Shield) 2003–04 | 2        | 1         | 0       | 1        | 58      | 75        |
| 2003–04                   | 2        | 0         | 0       | 2        | 16      | 76        |
| (European Shield) 2004–05 | 2        | 1         | 0       | 1        | 26      | 55        |
| 2004–05                   | 2        | 0         | 0       | 2        | 37      | 66        |
| 2006–07                   | 6        | 0         | 0       | 6        | 84      | 296       |
| 2007–08                   | 6        | 0         | 1       | 5        | 82      | 259       |